# Гришин, Игорь Владимирович
И́горь Влади́мирович Гри́шин (род. 11 мая 1966, Москва) — российский хоккейный тренер.

## Биография
Воспитанник СДЮШОР ЦСКА, которую окончил в 1984 году, но не смог пробиться в главную команду. В качестве игрока на профессиональном уровне провёл один сезон, выступая с 1988 по 1989 год за энгельсский «Химик» во второй лиге СССР, набрав 10 (7+3) очков в 32 матчах, также выступал за «Корд». Имеет высшую тренерскую категорию. На детско-юношеском уровне работал тренером в хоккейных школах «Динамо», ЦСКА и «Витязь». C 2007 года работал в СДЮСШОР ЦСКА, где возглавлял команду 1998 года рождения. В 2013 году перешёл на работу в подмосковный «Витязь», где также начал тренировать команду 1998 года рождения. В июле 2013 года вошёл в тренерский штаб Виталий Прохорова в юниорской сборной России до 16 лет, заняв должность старшего тренера.
С 2014 по 2016 год был старшим тренером в сборной России до 18 лет, которая в сезоне 2015/16 выступала в Молодёжной хоккейной лиге. 3 июля 2017 года вошёл в тренерский штаб Рината Хасанова в «Красной армии». В 2017 году вернулся в СШОР «Витязь», где стал тренировать команду 2004 года рождения. 18 июня 2020 года стал главным тренером команды МХЛ «Толпар». Весь сезон уфимцы показывали зрелищный и интересный хоккей. В сезоне 2020/21 впервые за десять лет привёл команду к бронзовым медалям Кубка Харламова, по окончании сезона покинул клуб. С лета 2021 года стал работать в первенстве Москвы, тренировал в школе «Витязя» команду 2005 года рождения.
1 октября 2021 года возглавил «Рязань» из Высшей хоккейной лиги. В сезоне 2021/22 команда заняла 20-е место, в плей-офф выйти не получилось, однако «Рязань» стала играть весело и совсем не напоминала аутсайдера по качеству хоккея. 15 апреля 2022 года покинул клуб. 29 июня 2022 года был назначен в воскресенский «Химик». Гришин вывел воскресенцев в лидирующую группу, на третье место, с наибольшим количеством заброшенных шайб в ВХЛ.
12 ноября 2022 года, после отставки Бориса Миронова, возглавил московский «Спартак», заключив контракт до конца сезона 2022/23 с опцией продления. Гришин начал в «Спартаке» с восьми побед в девяти матчах, среди которых было одержано шесть побед подряд, что стало повторением клубного рекорда в КХЛ. 5 февраля 2023 года покинул пост по собственному желанию и вернулся в «Химик». На момент ухода, «Спартак» занимал девятое место в таблице западной конференции КХЛ с 58 очками в 59 матчах. По итогам плей-офф ВХЛ «Химик» под руководством Гришина впервые в истории завоевали Кубка Петрова, обыграв в финале красноярский «Сокол» 4:0 (3:0, 4:1, 3:2 ОТ, 7:3). 21 мая 2023 года был признан лучшим тренером сезона 2022/23 в ВХЛ. При Гришине «Химик» стал самой результативной командой Кубка Петрова (77 шайб) и вошёл в топ-4 самых забивающих команд Кубка Шёлкового пути (161 шайба). В сезоне 2023/24 вывел команду в плей-офф Всероссийской хоккейной лиги, где она выбыла во втором раунде, проиграв в серии «Югре». В апреле 2024 года покинул «Химик», в связи с планами возглавить другую команду.
2 мая 2024 года стал главным тренером петербургского «Динамо». 2 июня 2025 года стороны завершили сотрудничество. 4 июня 2025 года возглавил клуб КХЛ — «Нефтехимик».

## Достижения

### Тренерские
- Обладатель Кубка Петрова: 2022/23

### Личные
- Лучший тренер сезона ВХЛ: 2022/23[19]